# Chimel
Chimel, ou Laj Chimel, est un village du Guatemala où est née Rigoberta Menchu Tum, Prix Nobel de la paix. Ce hameau d'une dizaine de maisons (très pauvres), se situe dans la région du Quiché, à une heure de piste d'Uspantán à 1 792 mètres d'altitude.